# Charles L. Mullins

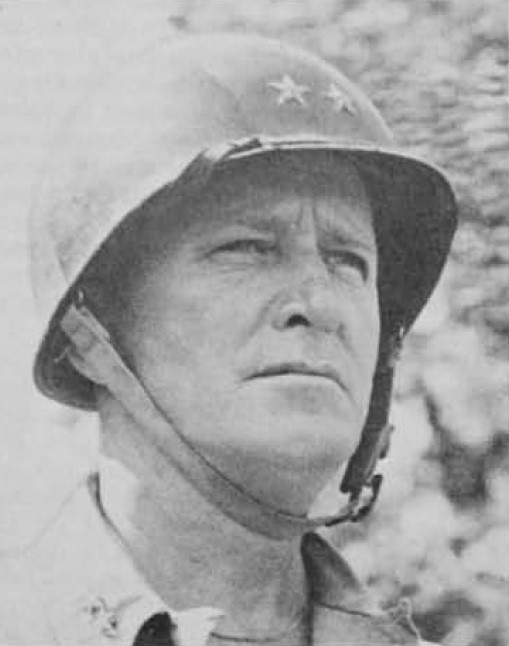
Charles L. Mullins Jr.

Charles Love Mullins, Jr. (* 7. September 1892 in Gretna, Sarpy County, Nebraska; † 1. März 1976 in Palo Alto, Santa Clara County, Kalifornien) war ein Generalmajor der United States Army. Er war unter anderem Kommandeur der 25. Infanteriedivision.
Charles Mullins war ein Sohn von Charles Love Mullins Sr. (1867–1945) und dessen Frau Catherine Belle Coon Benet (1868–1945). Er besuchte die öffentlichen Schulen seiner Heimat.
In den Jahren 1913 bis 1917 durchlief Mullins die United States Military Academy in West Point. Nach seiner Graduation wurde er als Leutnant der Infanterie zugeteilt. In der Armee durchlief er anschließend alle Offiziersränge vom Leutnant bis zum Zwei-Sterne-General.
Im Lauf seiner militärischen Karriere absolvierte Mullins verschiedene Kurse und Schulungen. Dazu gehörten unter anderem die Infantry School (1922 und 1937-1929), die Air Corps Tactical School (1930–31), das Command and General Staff College (1931–1932) und das United States Army War College (1936–1938).
In seinen jüngeren Jahren absolvierte er den für Offiziere in den niederen Rangstufen üblichen Dienst in verschiedenen Einheiten und Standorten. Dazu gehörten auch Aufgaben als Stabsoffizier in verschiedenen Hauptquartieren. Anfang der 1920er Jahre war er Stabsoffizier beim Hawaiian Department. In den Jahren 1924 und 1925 war er Dozent an der Militärakademie in West Point und dann von 1929 bis 1930 Stabsoffizier beim 25. Infanterieregiment.
In den 1930er Jahren absolvierte Mullins einige der oben erwähnten Schulen. Außerdem setzte er seine Laufbahn als Stabsoffizier bei verschiedenen Einheiten fort. Zwischen August 1939 und August 1942 war er Mitglied der amerikanischen Delegation in Nicaragua, wo er auch Stabsoffizier (Director of the Nicaraguan Military Academy) der dortigen Militärakademie war. In diese Zeit fiel der amerikanische Eintritt in den Zweiten Weltkrieg. Zwischen August 1942 und September 1943 gehörte Mullins dem Stab der gerade neu aufgestellten 11. Panzerdivision an, die damals noch nicht am Kriegsgeschehen, sondern in Louisiana an großen Manövern teilnahm.
Im September 1943 wurde er auf den asiatischen Kriegsschauplatz versetzt, wo er bis Dezember Stabsoffizier bei der 25. Infanteriedivision war. Am 17. Dezember 1943 erhielt er als Nachfolger von J. Lawton Collins das Kommando über diese Division. Mullins behielt dieses Kommando bis 15. Mai 1948. Er kommandierte damit seine Division bis zum Ende des Zweiten Weltkriegs und weit darüber hinaus. Er war mit seiner Division unter anderem an der Rückeroberung der Philippinen beteiligt. Später gehörte er mit seiner Einheit bis zum Ende seines Kommandos zu den amerikanischen Besatzungstruppen in Japan.
Zwischen August 1948 und Oktober 1949 war Charles Mullins stellvertretender Kommandeur der 2. Armee. Anschließend wurde er Vorsitzender der amerikanischen Delegation beim brasilianisch-amerikanischen Militärkomitee (Brazil-US Military Committee). Dieses Amt bekleidete er bis Januar 1951. Anschließend ging er in den Ruhestand.
Der mit Jane Dooley (1894–1997) verheiratete Offizier verstarb am 1. März 1976 in Palo Alto in Kalifornien und wurde auf dem amerikanischen Nationalfriedhof Arlington beigesetzt.

## Orden und Auszeichnungen
Charles Mullins erhielt im Lauf seiner militärischen Laufbahn unter anderem folgende Auszeichnungen:
- Army Distinguished Service Medal
- Silver Star
- Bronze Star Medal